# 董索
董索（又譯當素,英語和他加祿語：Donsol）是菲律賓索索貢省一城市，在呂宋島東南方。 根據2015年人口普查結果，董索擁有49,711名居民。
董索是觀光景點，以觀賞鯨鯊聞名，每年2至5月常見到鯨鯊的蹤影。 1998年起世界自然基金會與政府合作將當地發展成保育及觀賞鯨鯊的旅遊熱點。

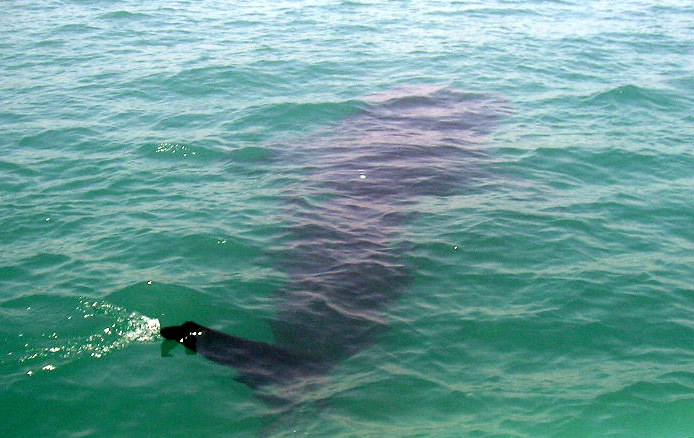
董索的鯨鯊。